# Fairfield Beach
Fairfield Beach é um lugar designado pelo censo localizado no condado de Fairfield no estado estadounidense de Ohio. No Censo de 2010 tinha uma população de 1.292 habitantes e uma densidade populacional de 515,33 pessoas por km².

## Geografia
Fairfield Beach encontra-se localizado nas coordenadas 39° 55′ 07″ N, 82° 28′ 51″ O. Segundo a Departamento do Censo dos Estados Unidos, Fairfield Beach tem uma superfície total de 2.51 km², da qual 1.69 km² correspondem a terra firme e (32.54%) 0.82 km² é água.

## Demografia
Segundo o censo de 2010, tinha 1.292 habitantes residindo em Fairfield Beach. A densidade populacional era de 515,33 hab./km². Dos 1.292 habitantes, Fairfield Beach estava composto pelo 96.75% brancos, o 0.39% eram afroamericanos, o 0.23% eram amerindios, o 0% eram asiáticos, o 0% eram insulares do Pacífico, o 0.39% eram de outras raças e o 2.24% pertenciam a duas ou mais raças. Do total da população o 1.08% eram hispanos ou latinos de qualquer raça.

## Localidades na vizinhança
O diagrama seguinte representa as localidades num raio de 8 km ao redor de Fairfield Beach.